# Stará Voda u Mariánských Lázní
Stará Voda  (deutsch Altwasser) ist eine Gemeinde im Karlovarský kraj in Tschechien. Sie liegt am Rande des Naturparks Český les zwei Kilometer südwestlich der Stadt Lázně Kynžvart und gehört dem Okres Cheb an.

## Geographie

### Geographische Lage
Der Ort befindet sich in 605 m ü. M. in einem Moorgebiet des Tachauer Beckens (Tachovská brázda) zwischen dem Oberpfälzer Wald und Kaiserwald am Oberlauf des Bahnitý potok (Kothüllbach).

### Nachbargemeinden
Nachbarorte sind Lázně Kynžvart im Osten, Sekerské Chalupy und Jedlová im Süden, Vysoká im Westen sowie Horní Žandov und Dolní Žandov im Norden. Im Westen erhebt sich der Chebský vršek (Egerbühl, 680 m).

### Gemeindegliederung
Die Gemeinde Stará Voda besteht aus den Ortsteilen Sekerské Chalupy (Hackenhäuser), Stará Voda (Altwasser) und Vysoká (Maiersgrün). Grundsiedlungseinheiten sind Háj (Grafengrün), Jedlová (Tannaweg), Nové Mohelno (Neumugl), Sekerské Chalupy, Slatina (Lohhäuser), Stará Voda, U nádraží und Vysoká. Außerdem gehört zu Stará Voda die Ansiedlung Pozorka (Gibacht).

## Geschichte
Das Dorf Altwasser wurde 1380 erstmals urkundlich erwähnt. In der Berní rula von 1654 sind für den Ort 33 Bauern, 4 Häusler und 5 Gärtner genannt. Ab der Mitte des 19. Jahrhunderts bildete Altwasser eine Gemeinde im Gerichtsbezirk Bad Königswart.
1868 begann der Bau der Kaiser-Franz-Josephs-Bahn von Wien nach Eger. Mit der Aufnahme des Verkehrs erfolgte 1872 auch die Einweihung des Bahnhofes Bad Königswart, der östlich des Dorfes auf den Fluren von Altwasser entstanden war. 1880 lebten in Altwasser 1135 Menschen, 1930 waren es 1112.
Nach dem Münchner Abkommen wurde der Ort dem Deutschen Reich zugeschlagen und gehörte bis 1945 zum Landkreis Marienbad.
Nach der Vertreibung der Deutschen aus der Tschechoslowakei hatte Stará Voda im Jahre 1950 nur noch 368 Einwohner. Zwischen 1956 und 1957 wurde die historische Anlage der Tannaweger Bleischmelzerei (Tavírna olova) in Jedlová im Zuge der Räumung des Grenzlandes gesprengt.
Das Gemeindegebiet gliedert sich in die Katastralbezirke Háj u Staré Vody, Jedlová u Staré Vody, Nové Mohelno, Slatina u Staré Vody, Stará Voda u Mariánských Lázní und Vysoká u Staré Vody. Das Areal erstreckt sich bis zur bayerischen Grenze und umfasst ein großes Waldgebiet um die Berge Dyleň (Tillenberg, 939 m), Čupřina (Schopfberg, 865 m) und Tišina (Die Ruh, 792 m), das Quellgebiet des Hammerbaches, Muglbaches und Amselbaches ist. Darin liegen die Wüstungen der während des Kalten Krieges abgerissenen grenznahen Ansiedlungen Slatina und Nové Mohelno.

## Sehenswürdigkeiten
- St. Anna-Kapelle, ein Barockbau von 1712
- Nischenkapelle an der Straße nach Cheb, befindet sich im Zustand des völligen Verfalls
- Mineralquelle am Amselbach bei Jedlová (Tannaweg)